# Li Xiaolu
Li Xiaolu (chinesisch 李晓璐; * 7. November 1992 in Xiangtan) ist eine ehemalige chinesische Synchronschwimmerin.

## Erfolge
Li Xiaolu gewann bei den Asienspielen 2014 in Incheon ihre erste internationale Medaille, als sie sich in der Mannschaftskonkurrenz vor Japan und Nordkorea die Goldmedaille sicherte. Drei Medaillengewinne folgten ein Jahr darauf bei den Weltmeisterschaften in Kasan. In der Mannschaftskonkurrenz des freien und auch des technischen Programms sowie in der Kombination belegte die chinesische Mannschaft mit Li den jeweils zweiten Platz hinter der russischen Mannschaft. Alle drei Male belegte die Mannschaft Japans den dritten Podestplatz. Bei den Olympischen Spielen 2016 in Rio de Janeiro ging Li im Mannschaftswettbewerb an den Start. In diesem erzielten die Chinesinnen 192,9841 Punkte, womit sie wie schon 2012 hinter Russland mit 196,1439 Punkten Zweite wurden. Den dritten Platz belegte Japan mit 189,2056 Punkten. Neben Li erhielten Gu Xiao, Liang Xinping, Yin Chengxin, Sun Wenyan, Tang Mengni, Guo Li, Zeng Zhen und Huang Xuechen Silber. Bei der World-Series-Veranstaltung im März 2017 in Frankreich sicherte sich Li im Duett noch eine Silbermedaille, ehe sie einen Monat darauf in China zwei World-Series-Goldmedaillen im Duett gewann. Dies waren ihre letzten Erfolge auf internationaler Ebene.